# 瓦尔瑟里讷河
瓦尔瑟里讷河（法語：Valserine，法語發音：[valsəʁin]）是法国安省与汝拉省的河流，是罗讷河的左支流，长48千米。